# Dodge Charger Daytona SRT
La Dodge Charger Daytona SRT est un concept-car du constructeur automobile américain Dodge dévoilé le 17 août 2022 lors de la troisième journée de l'événement Dodge Speed Week à Pontiac, Michigan, et dont la production est prévue en 2024. Il est doté d'un nouveau groupe motopropulseur appelé Banshee qui, selon Dodge, constitue le nouveau summum de la performance éclipsant les versions Hemi, Hellcat et Redeye.
Dodge présente une Charger Daytona SRT rouge au SEMA en novembre 2022, comprenant une seconde clé vitesse permettant d'augmenter la puissance à 670 ch (500 kW),.

## Caractéristiques

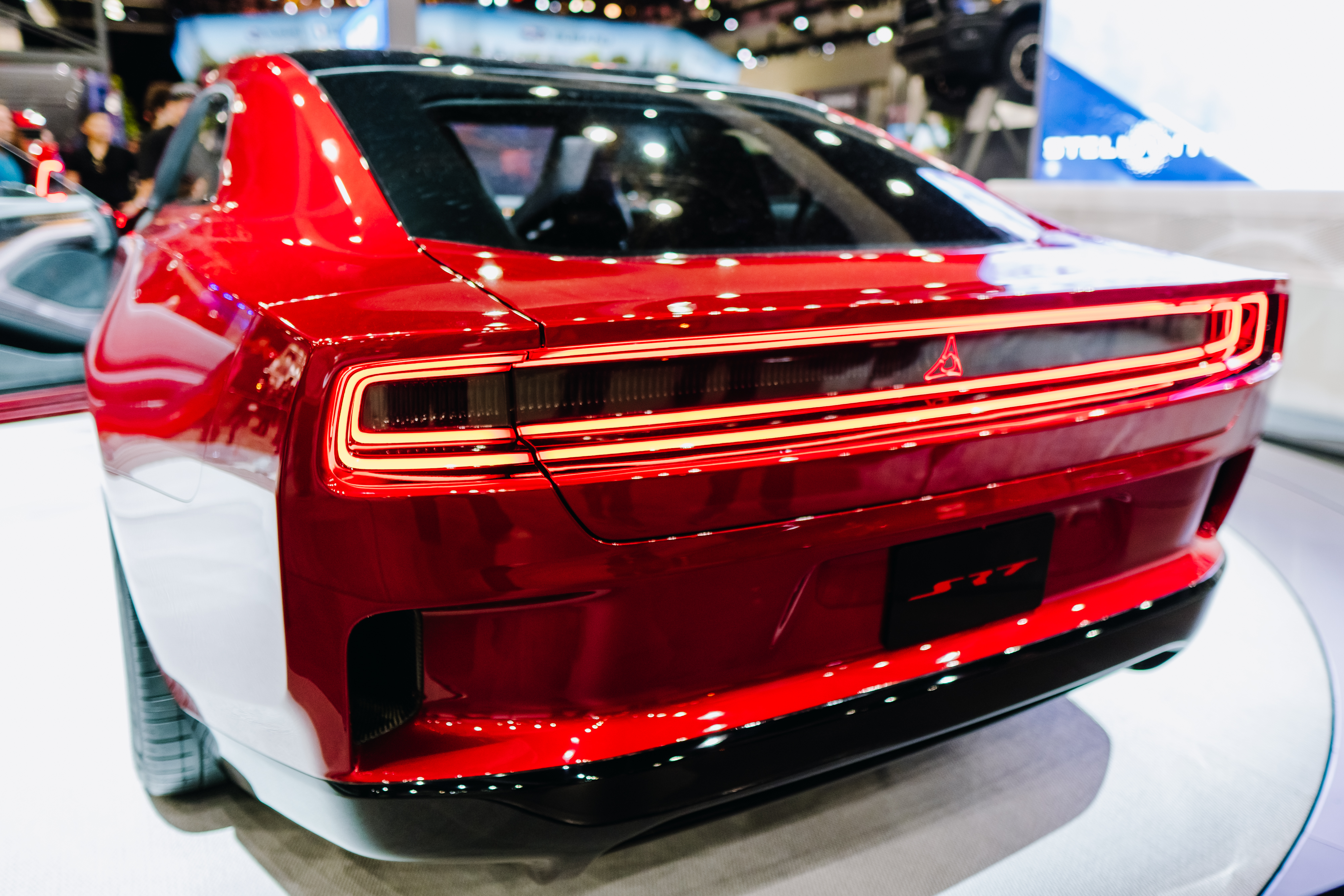
Vue arrière

Dit pour préfigurer l'avenir électrifié de la marque, il est doté d'un système d'échappement artificiel nommé Fratzonic Chambered, pouvant atteindre 126 dB, rendant la voiture aussi bruyante qu'une Dodge Charger Hellcat. Le système transmet le son à travers un amplificateur et une chambre de réglage situés à l'arrière du véhicule.
Selon Dodge, la nouvelle Dodge Charger Daytona SRT entre en vente en 2024.
En août 2023, Dodge annonce que la version de production de la Charger Daytona SRT sera disponible avec un 6 cylindres en ligne essence 3.0 L provenant du Jeep Grand Wagoneer, tandis que la version haut de gamme Daytona serait entièrement électrique.